# Eurytoma gigantea
Eurytoma gigantea är en stekelart som beskrevs av Walsh 1870. Eurytoma gigantea ingår i släktet Eurytoma och familjen kragglanssteklar. Inga underarter finns listade i Catalogue of Life.

## Bildgalleri

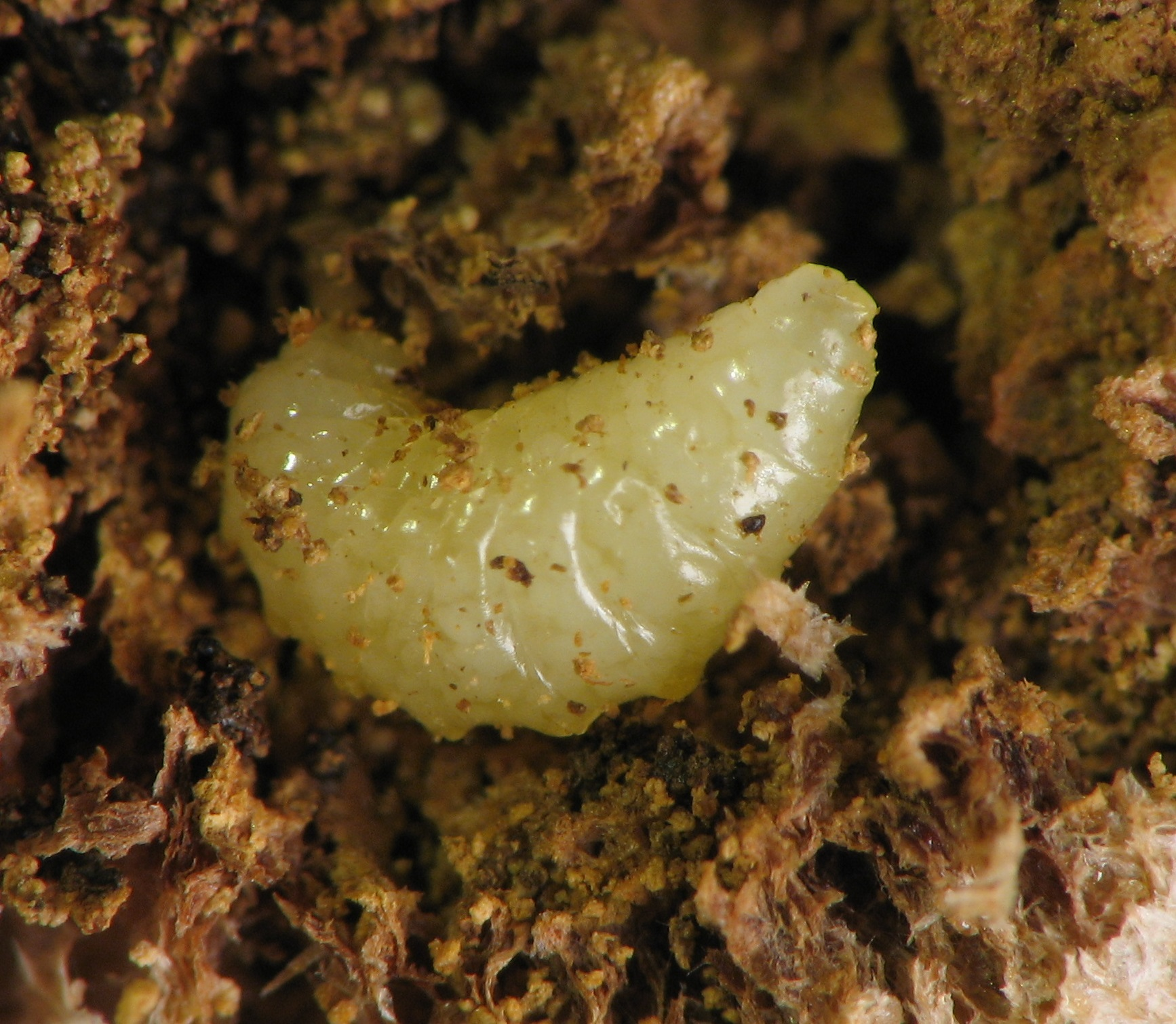